# Isohypsibius kristenseni
Isohypsibius kristenseni är en djurart som tillhör fylumet trögkrypare, och som beskrevs av Pilato, Catanzaro och Maria Grazia Binda 1989. Isohypsibius kristenseni ingår i släktet Isohypsibius och familjen Hypsibiidae. Inga underarter finns listade i Catalogue of Life.